# St. Margareta (Neukirchen)

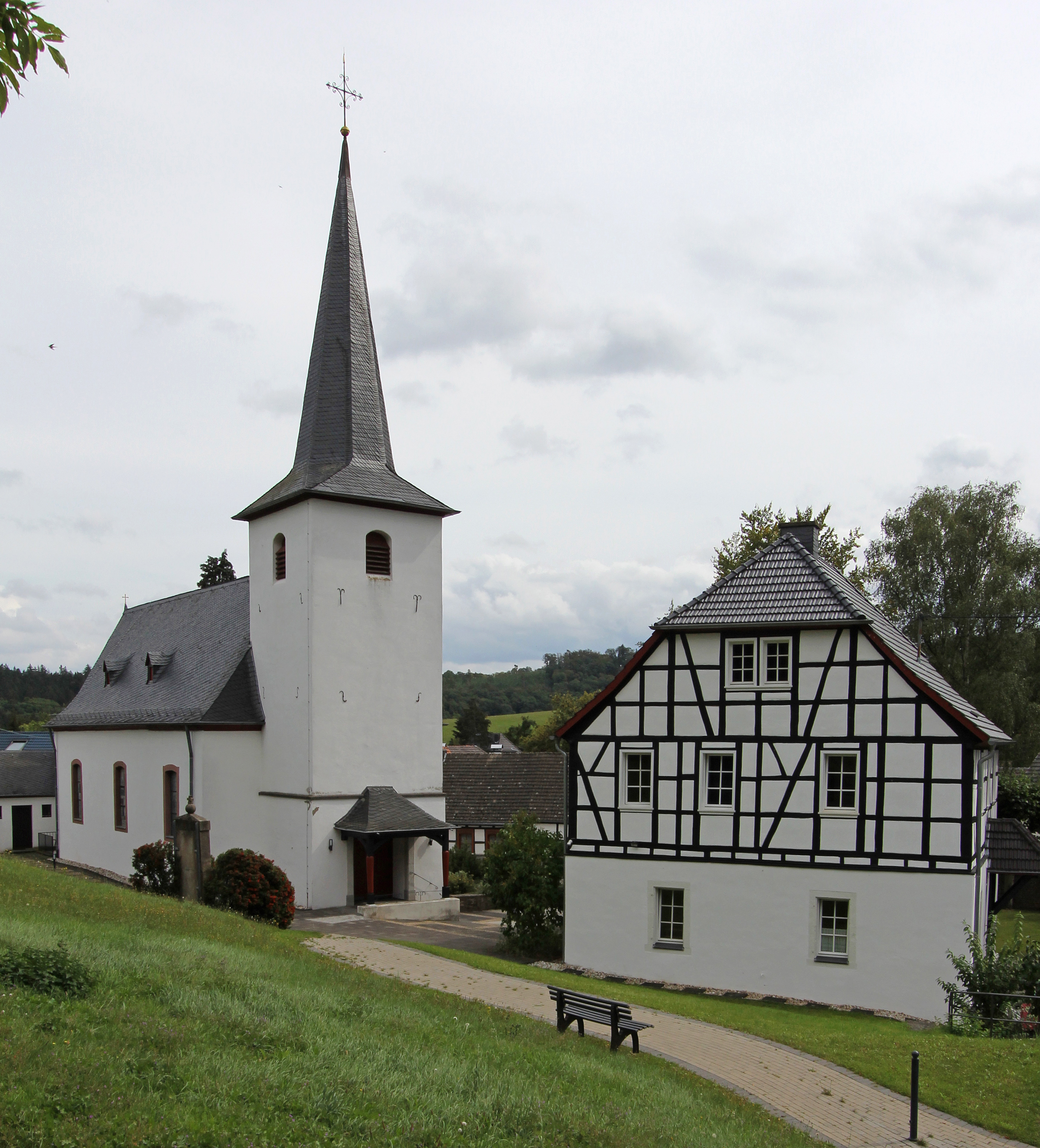
Westansicht von Kirche und Pfarrhaus im Jahr 2011

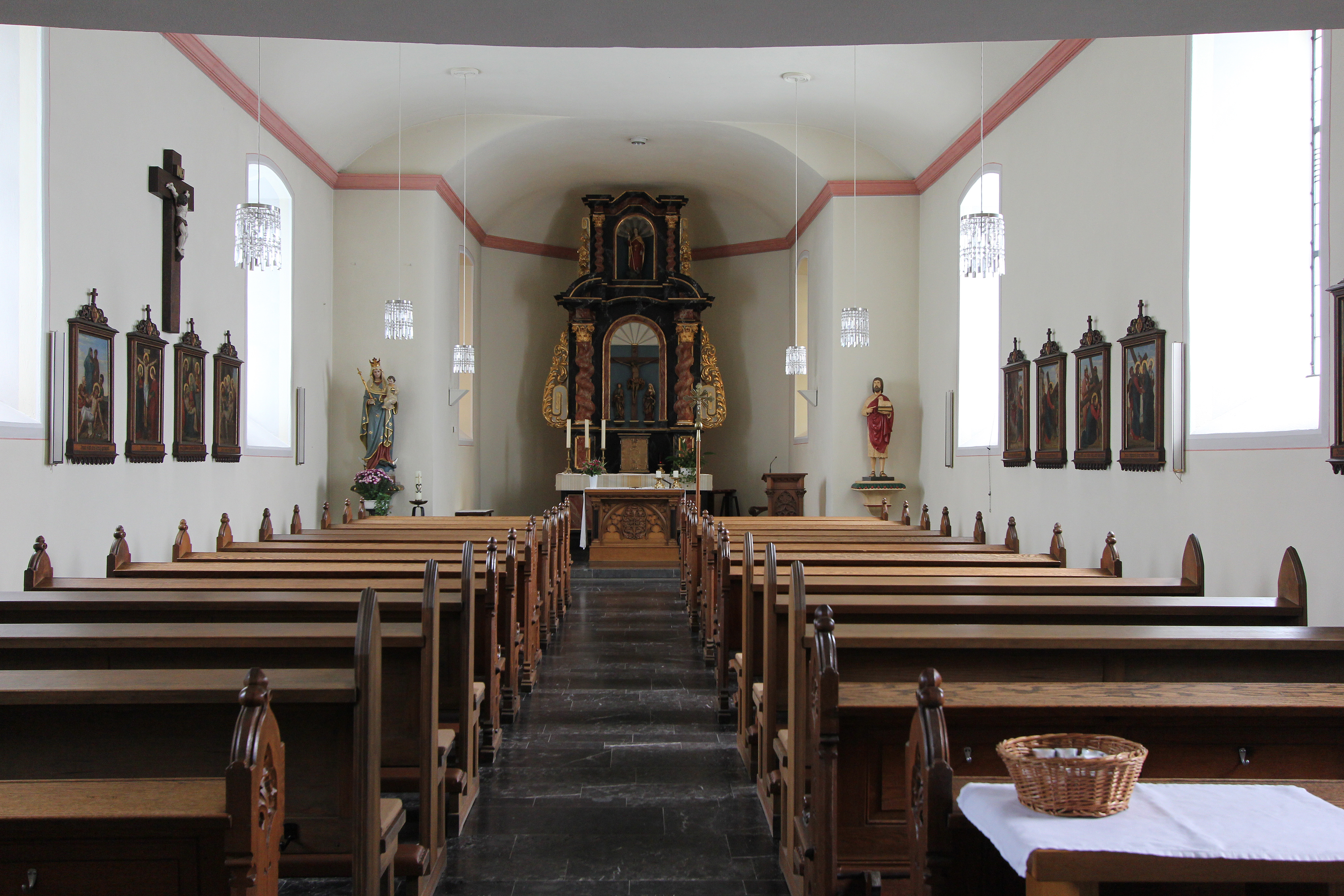
Der Innenraum der Margaretenkirche

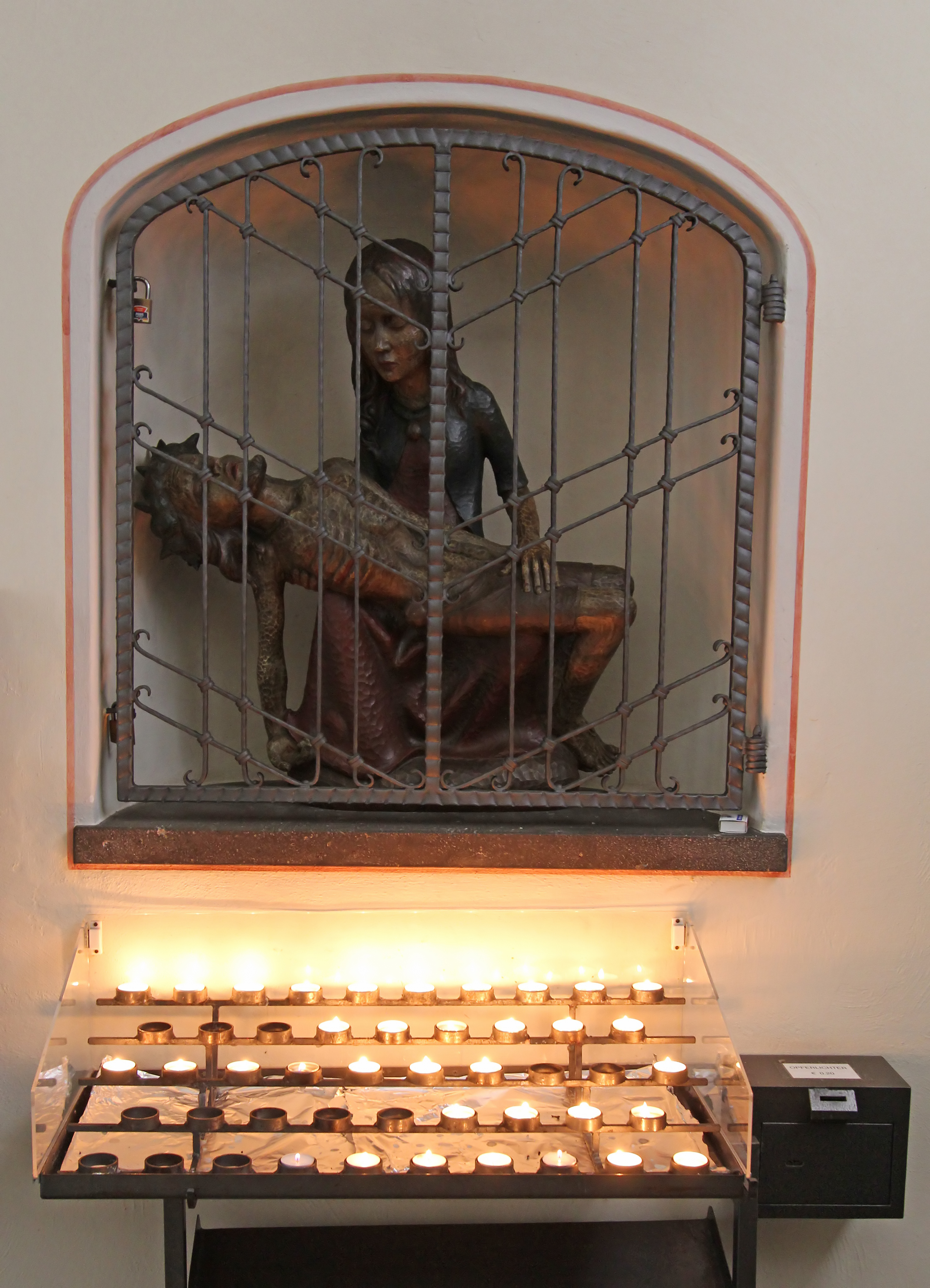
Pietà im Vorraum, 2011

Die römisch-katholische Kirche St. Margareta in der der Stadt Rheinbach zugehörenden Ortschaft Neukirchen stammt aus dem 18. Jahrhundert. Zusammen mit dem ebenfalls historischen Pfarrhaus liegt sie an der Neukirchener Straße 16 und steht seit Dezember 1993 unter Denkmalschutz. Bemerkenswert sind der romanische Taufstein sowie das Geläut, das über eine Glocke aus dem 12. Jahrhundert verfügt.

## Geschichte
In der als Sürst bezeichneten Region (u. a. mit den Ortschaften  Groß-Schlebach, Merzbach und Scherbach) am Nordrand der Eifel war ab dem elften Jahrhundert aus einem ursprünglichen Jagdgebiet der rheinischen Pfalzgrafen bäuerlicher Siedlungsraum entstanden, in dem in Folge das Kirchdorf Neukirchen das Zentrum wurde. Neukirchen war nach Rodungen durch Zisterzienser gegründet worden. Die Mönche des Klosters Himmerod errichteten hier im 12. Jahrhundert ein erstes Kirchengebäude. Im 13. Jahrhundert ging der Besitz an die Abtei Heisterbach über. Eine urkundliche Erwähnung der Pfarrei Neukirchen findet in einer Belehnungsurkunde des Kölner Erzbischofs aus dem Jahre 1388 statt, womit dieser dem Gerhard von Buschhoven die Jurisdiktion für Neukirchen (damals als Nuwenkirchen bezeichnet) übertrug.
Ein steinerner Kirchenbau von etwa 1405 verfügte über einen Grundriss von etwa 22 × 7,60 Metern; er wurde durch je drei Fenster mit flachen Bögen beleuchtet. Ein neues Schiff entstand auf dem Fundament der alten Kirche im Jahr 1734. Um das Jahr 1787 kam es zu Umbauten am Gebäude. Zu der Zeit wurde auch an der Westseite ein Glockenturm vorgesetzt. Unter J. Josephus Helden, der ab 1805 als Pfarrer in Neukirchen tätig war, kam es zu umfangreichen Sanierungsarbeiten im Innenraum der Kirche. So wurden rund 600 Platten für die Herstellung eines Fußbodens im Kirchenschiff aus Münstereifel geliefert, um den bis dahin unbefestigten Erdboden abzudecken. Die alte Kanzel wurde 1807 von einer auf der gegenüberliegenden Seite des Kirchenschiffes montierten, durch die Säkularisation freigewordene und vom Präfekten von Koblenz erhaltene Kanzel des vormaligen Klosters in Schweinheim ersetzt. Auch die wurmstichigen Seitenaltäre wurden ersetzt. Außerdem wurde der alte Hochaltar der Rheinbacher Pfarrkirche St. Martin übernommen; er wurde am 18. Juni 1808 von Rheinbach nach Neukirchen überführt.
Die Gemeinde Neukirchen gehört heute zur Rheinbacher Pfarrei St. Martin im Kreisdekanat Rhein-Sieg-Kreis (Erzbistumn Köln).

## Architektur und Ausstattung
Die barocke Saalkirche ist ein schlichter, verputzter Bruchsteinbau im Zisterzienser-Stil. Sie verfügt über ein Schiff mit dem Turm an der Westseite und einem polygonalem Chorabschluss mit anschließender Sakristei an der Ostseite. Die Kirche trägt das Patrozinium der heiligen Margareta von Antiochia. Der im einfach und hell gehaltenen Inneren aufgestellte Taufstein stammt vermutlich aus dem 12. Jahrhundert. An künstlerischer Ausstattung befinden sich in der Kirche neben einem Kreuzweg zwei Statuen aus dem 19. Jahrhundert (dabei eine Madonna mit Kind) sowie eine Pietà.

### Fenster
Die Kirche verfügt über acht Glasfenster, an jeder Längsseite vier. Die sechs Fenster im Schiff enthalten geometrische Kompositionen von Maria Katzgrau und stammen aus dem Jahr 1977. Sie bestehen aus Antik-, Opal- und Bleiglas. Die beiden Chorfenster wurden von einem unbekannten Künstler um das Jahr 1900 geschaffen. Sie sind aus mit Schwarzlot- und Silbergelb-Malerei veredeltem Kathedralglas gefertigt.

### Orgel
Die Orgel mit einem Manual und sechs Registern wurde 1890 vom Orgelbauer Johannes Klais eingebaut. 1976 erfolgte eine Erweiterung auf elf Register durch den Orgelbauer Weimbs.

### Geläut
Die Pfarrkirche verfügt über fünf Bronzeglocken. Darunter befindet sich eine kleine, sehr alte Glocke, die vermutlich aus dem 12. Jahrhundert stammt. Es handelt sich um eine Zuckerhutglocke mit der Rippenstärke Schwere Rippe. Sie wiegt 100 kg und verfügt über einen Durchmesser von 53,2 Zentimetern.
Daneben wurden zu Beginn des 19. Jahrhunderts zwei größere Glocken erworben. Anfang der 1830er Jahre barst die größere dieser Glocken (vermutlich 1809 gegossen) und musste umgegossen werden. Dieser Umguss erfolgte 1835 durch Christian Claren (Glockengießerei Claren) aus Sieglar, die Glocke wurde dem heiligen Sebastian und der heiligen Margareta gewidmet. Eine weitere Inschrift lautete: Renovatum sub domino pastore Roderburg 1835. Kurz vor Ende des Ersten Weltkriegs wurden 1918 die beiden großen Glocken zu Rüstungszwecken eingezogen, der Materialwert von 630 kg wurde mit 2835 Mark gutgeschrieben.
Erst Mitte der 1920er Jahre wurden wieder zwei große Bronzeglocken für die Pfarrkirche beschafft. Im Juni 1926 wurden die beiden unter August Mark von der Eifeler Glockengießerei aus Brockscheid für 3645 Mark gegossenen Glocken geweiht. Eine der Glocken wurde vom Neukirchener Pfarrer Leonhard Tesch gestiftet. 1942 wurde erneut eine der beiden Glocken zur Rohstoffgewinnung eingezogen. Nach dem Zweiten Weltkrieg wurde die Glockengießerei Mabilon in Saarburg  beauftragt, zwei Glocken zu gießen. Die Weihung der von Wolfgang Hausen-Mabilon mit einer Stärke mittelschwere Rippe konstruierten Glocken erfolgte 1954. Der Durchmesser der der heiligen Margareta gewidmeten Glocke beträgt 88 cm, ihr Gewicht 420 kg; die dem heiligen Sebastianus gewidmete Glocke hat 67 cm Durchmesser und ein Gewicht von 180 kg. Am 13. September 1959 wurde eine weitere Glocke, die sogenannte Marienglocke (obwohl Maria und Josef gewidmet) geweiht. Es ist die größte Glocke des Geläuts; sie verfügt über einen Durchmesser von 107 cm und ein Gewicht von 700 kg.
Glockeninschriften:

„HL. MARIA, MUTTER GOTTES, UND DU, HL. JOSEF BITTET FÜR UNS IM ATOMZEITALTER UM DIE ERHALTUNG DES WELTFRIEDENS UND DIE WIEDERVEREINIGUNG DEUTSCHLANDS IN FRIEDEN UND FREIHEIT, NEUNKIRCHEN IN DER SÜRST, ANNO DOMINI 1959“

„UNSEREN 45 GEFALLENEN VON 1914-18, NEUKIRCHEN 1954“

„UNSEREN 65 GEFALLENEN UND VERMISSTEN VON 1939-45, NEUKIRCHEN 1954“

## Pfarrhaus
Das fünf Meter westlich stehende Pfarrhaus (Adresse: Neukirchener Str. 18) ist dreigeschossig. Auf einem massiven Erdgeschoss setzt ein Fachwerkbau auf, dessen Krüppelwalmdach ein zweites Geschoss beinhaltet. Die hochrechteckigen Fenster sind mit Gewänden aus Trachyt ausgestattet.  Das Gebäude wurde 1731 erbaut und steht ebenfalls unter Denkmalschutz. In der anschließenden Pfarrscheune befinden sich fünf Wandbilder mit Darstellungen der Pfalz bei Kaub, der Waldkapelle von Rheinbach, des Mäuseturms, einer Ortsansicht von Neukirchen und von Heck´s Häuschen in Neukirchen.